# Jacinto Furtado de Brito Sobrinho
Jacinto Furtado de Brito Sobrinho (Bacabal, 16 de junho de 1947), é um arcebispo católico. Foi bispo diocesano de Crateús. É arcebispo-emérito de Teresina.

## Estudos
Realizou seus primeiros anos de estudos no Grupo Escolar Osvaldo Aranha (1ª a 4ª séries) e no Colégio Nossa Senhora dos Anjos (5ª a 8ª séries), em Bacabal. Fez estudos secundários no Seminário Santo Antônio, em Campina Grande.
Estudou Filosofia no Seminário Provincial de Fortaleza e no Seminário Regional do Nordeste, em Recife. Cursou Teologia no Seminário Regional do Nordeste, em  Recife.
Possui formação em psicopedagogia.

## Presbiterado
Jacinto Brito Sobrinho foi ordenado padre no dia 15 de janeiro de 1972, em Bacabal.
Foi pároco na Paróquia São Benedito em Pedreiras, no período de 1972 a 1994. Foi membro do Conselho Pastoral Diocesano (1972-1980); membro da Comissão Nacional do Clero (1980-1983); membro do Colégio de Consultores da Diocese (1984-1994); Vigário Geral da Diocese (1990-1995).
Foi reitor do Seminário Interdiocesano de Santo Antônio, em São Luís (1995-1998), onde também ensinou a disciplina prática sacramental.

## Episcopado
Dom Jacinto Furtado de Brito Sobrinho foi nomeado bispo de Crateús pelo Papa João Paulo II, em 18 de fevereiro de 1998.
Recebeu a ordenação episcopal no dia 24 de maio de 1998, em Crateús, das mãos de Dom Antônio Batista Fragoso e de Dom Paulo Eduardo Andrade Ponte e Dom Pascásio Rettler, OFM.
No dia 22 de fevereiro de 2012 o Papa Bento XVI o nomeou arcebispo de Teresina.
Lema: In verbo tuo — «Senhor, por tua palavra lançarei as redes» (Lucas 5:5)

### Atividades durante o episcopado
- Bispo diocesano de Crateús (1998 - 2012)[6]
- Arcebispo de Teresina (2012 - 2023)

## Sucessão
Dom Jacinto Furtado de Brito Sobrinho é o 2º Bispo diocesano de Crateús, sucedeu a Dom Antônio Batista Fragoso. É o 7º Arcebispo de Teresina, sucedendo a Dom Sérgio da Rocha, e sucedido por Dom Juarez Sousa da Silva.